# Isla Hornby
La isla Hornby es una de las islas del Golfo septentrionales.

## Localización
Se encuentra en el estrecho de Georgia, entre la isla de Vancouver y la costa pacífico de la Columbia Británica, Canadá. 

## Población
En ella reside una pequeña comunidad de 966 habitantes según el censo de 2001. Durante la guerra de Vietnam fue un lugar de refugio para los insumisos estadounidenses. Mucha de esa gente aún vive en la isla. En los últimos años se ha convertido en un destino turístico cuadriplicando su población en los meses estivales. Hay un ferry que conecta la isla con la isla Denman y la isla de Vancouver.